# Бертран IV де Бо

Княжество Оранж

Бертран IV де Бо (фр. Bertrand IV des Baux, ум. 1314) — принц Оранский с 1282.
Сын Раймонда I, принца Оранского, и Мальбержоны д’Э.

## Биография
Бертран продолжал споры с госпитальерами по поводу юрисдикции в Оранже. 27 марта 1285 он и его кузен Бертран III де Куртезон заключили с орденом соглашение о разграничении полномочий, хранении ключей от городских ворот и охране укреплений Оранжа, прежде бывших в общем ведении, так же как и работы по ремонту земляного вала.
При этом сам Бертран больше жил в Италии, чем в Оранже. В 1288, чтобы стать единственным принцем Оранским, он купил у Бертрана III его часть княжества в обмен на сеньорию Куртезон. Затем, 12 марта 1293, он издал торжественную декларацию, запрещавшую раздел княжества между его детьми и установившую передачу только одному наследнику, с запретом раздела и в дальнейшем. В 1297 и 1299 он принес оммаж ректору Конта-Венессена, представлявшему папу, за свои многочисленные замки и земли, в том числе Камаре и Сериньян, с обещанием военной службы папе и его кардиналам против всех врагов, исключая императора.
В 1300 заключил с графом Амадеем V Савойским оборонительный и наступательный союз с обязательством взаимной помощи в случае войны одного из них с дофином Вьеннским.
В 1305 король Карл II уступил Бертрану IV территорию Вальреа и приказал своему сенешалю в Провансе договориться с госпитальерами об уступке королю, в форме обмена, их владений в городе Оранж. Обмен был произведен в 1307. После этого Бертран сделал королю предложение: передать половину Оранжа дому де Бо, в обмен на признание принцами Оранскими вассальной зависимости от графов Прованса. 22 марта 1309 было заключено соглашение. Договорились, что принцы Оранские будут приносить присягу верности, но что ни один королевский судья не сможет осуществлять юрисдикцию в княжестве, если его туда не призовут; принцы продолжат пользоваться привилегиями, предоставленными императором их дому, такими как право чеканки монеты и др., и правом эмансипировать своих детей и передавать им полностью или частично своё княжество; если король Карл, или один из его наследников, захочет короноваться королём Вьенна или нанести визит императору, принц будет сопровождать его со своим домом, как и другие бароны.

## Семья
Жена (1273): Элеонора Женевская, дочь Генриха Женевского
Дети:
- Гильом (ум. 1312). Жена: Тибурга д’Андюз. Основатель линии де Сериньян и де Камаре.
- Бертран, каноник в Эксе
- Раймонд IV (ум. 1340), принц Оранский
- Генрих (ум. до 1340), каноник в Отёне
- Изабелла. Муж: Арман VIII, виконт де Полиньяк
- Екатерина (ум. до 1340). Муж: Раймонд де Чева, сеньор де Венаск
- Стефания (ум. до 1370). Муж: Гуго Адемар де Монтей (ум. 1334)
- Тибурга (ум. до 1314). Муж: Жиро Амик, сеньор дю Тор
- Маргарита. Муж: Бертран V де Бо, сеньор де Куртезон (ум. 1345)